# Daniel García González
Daniel García González (ur. 9 października 1984) – andorski judoka, olimpijczyk. Brał udział w igrzyskach w roku 2008 (Pekin). Nie zdobył żadnych medali.

## Letnie Igrzyska Olimpijskie 2008 w Pekinie
| Konkurencja | Runda I              | Runda II   | I Runda Repasaży | II Runda Repasaży              | Klas. końcowa |
| Konkurencja | Przeciwnik           | Przeciwnik | Przeciwnik       | Przeciwnik                     | Miejsce       |
| ----------- | -------------------- | ---------- | ---------------- | ------------------------------ | ------------- |
| -66 kg      | Yordanis Arencibia L | → Repasaże | Ameen El-Hady L  | → Odpadł z dalszej rywalizacji | 13.           |